# Подурі (комуна)
Подурі (рум. Poduri) — комуна у повіті Бакеу в Румунії. До складу комуни входять такі села (дані про населення за 2002 рік):
- Букшешть (1850 осіб)
- Валя-Шошій (1453 особи)
- Корнет (319 осіб)
- Негрень (96 осіб)
- Подурі (1674 особи)
- Прохозешть (1295 осіб)
- Черну (1296 осіб)

Комуна розташована на відстані 229 км на північ від Бухареста, 30 км на захід від Бакеу, 109 км на південний захід від Ясс, 116 км на північний схід від Брашова.

## Населення
За даними перепису населення 2002 року у комуні проживали 7983 особи.
Національний склад населення комуни:
| Національність            | Кількість осіб | Відсоток |
| ------------------------- | -------------- | -------- |
| румуни                    | 7779           | 97,4%    |
| цигани                    | 197            | 2,5%     |
| угорці                    | 5              | 0,1%     |
| німці                     | 1              | < 0,1%   |
| не вказали національність | 1              | < 0,1%   |

Рідною мовою назвали:
| Мова      | Кількість осіб | Відсоток |
| --------- | -------------- | -------- |
| румунську | 7982           | > 99,9%  |
| німецьку  | 1              | < 0,1%   |

Склад населення комуни за віросповіданням:
| Релігія        | Кількість осіб | Відсоток |
| -------------- | -------------- | -------- |
| православні    | 7757           | 97,2%    |
| адвентисти     | 80             | 1,0%     |
| старообрядці   | 69             | 0,9%     |
| баптисти       | 9              | 0,1%     |
| римо-католики  | 8              | 0,1%     |
| п'ятдесятники  | 1              | < 0,1%   |
| греко-католики | 1              | < 0,1%   |
| бретрени       | 1              | < 0,1%   |